# 안드로마케

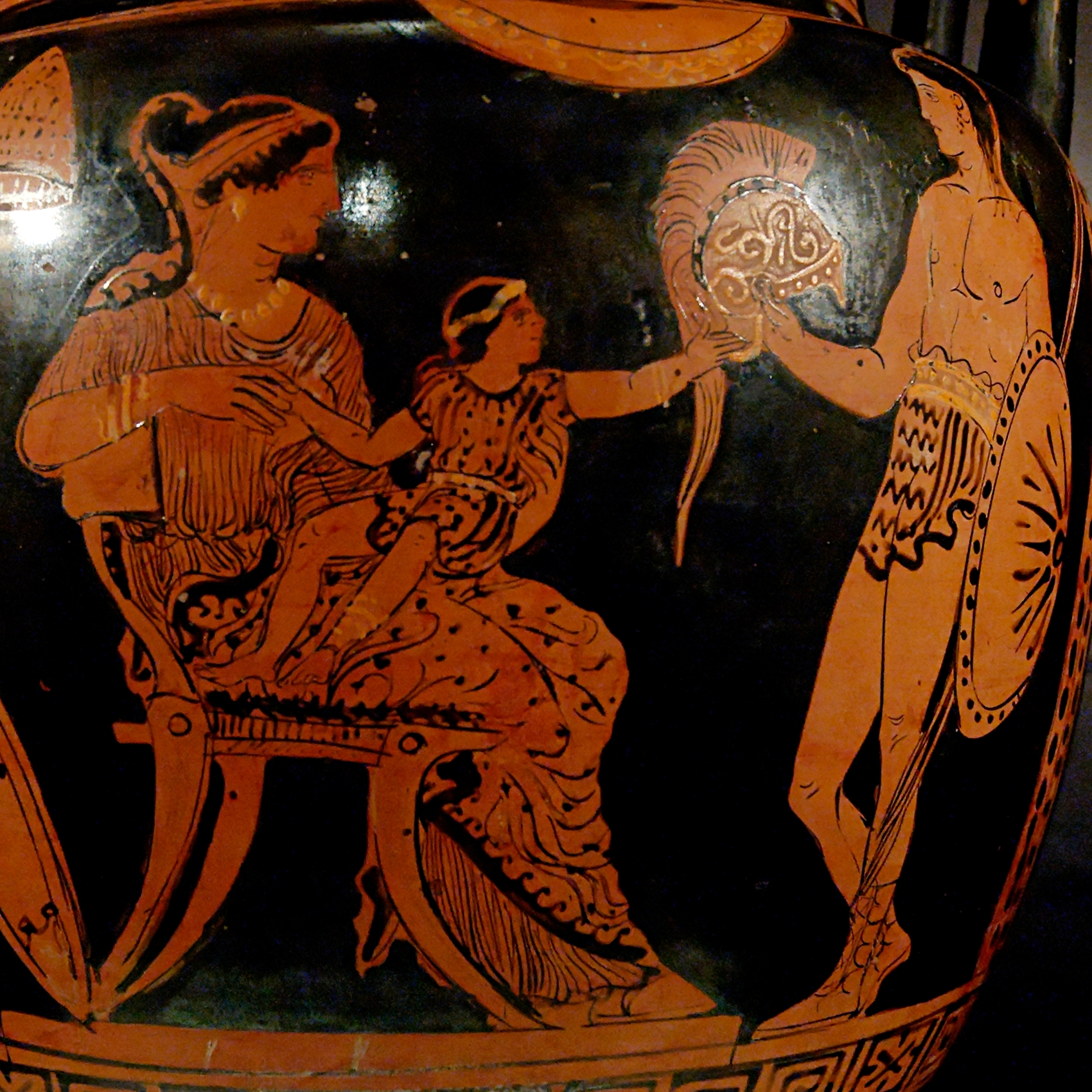
헥토르와 안드로마케.

안드로마케(고대 그리스어: Ἀνδρομάχη)는 그리스 신화에서 트로이아 전쟁의 영웅 헥토르의 아내이다. 그녀는 킬리키아 테베의 왕인 에에티온의 딸로 킬리키아 테베에서 나고 자랐다. 헥토르와의 사이에서 아스티아낙스라는 아들을 낳았다.

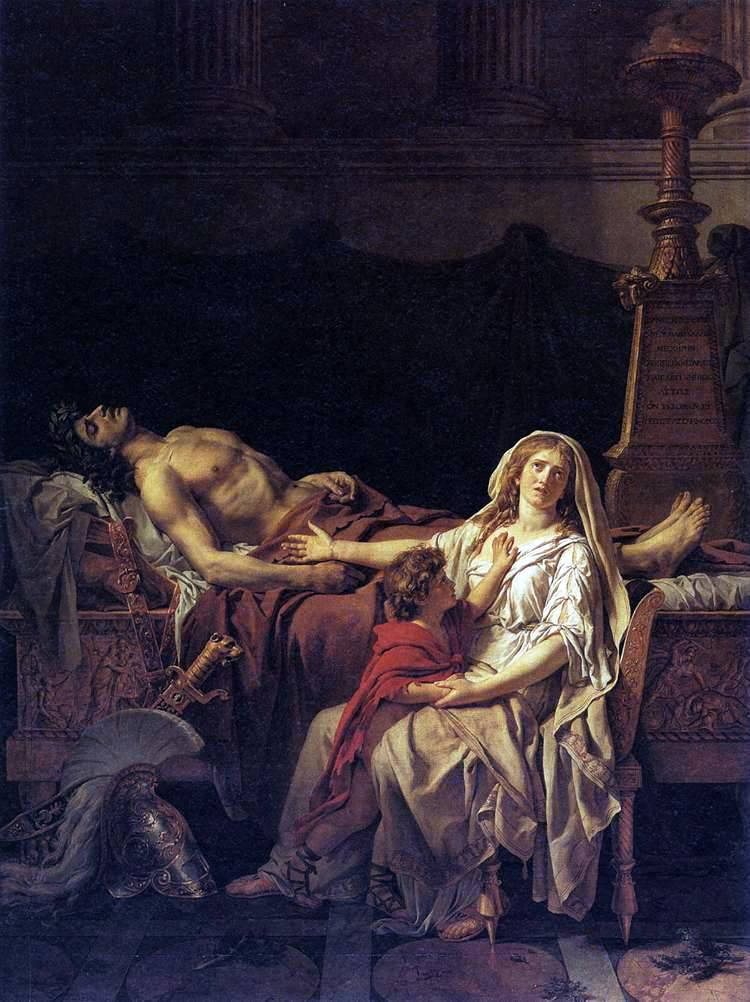
〈헥토르를 애도하는 안드로마케〉, 자크루이 다비드, 1783년

호메로스의 《일리아스》에 따르면 그녀의 아버지 에에티온은 아킬레우스의 손에 죽었고 다섯 명의 오빠들 역시 아킬레우스에 의해 살해되었다. 한편 그의 어머니 역시 아킬레우스의 노예가 되었으나 살해되었는데 아이를 낳지 못한 것이 원인인 듯하다. 다른 전설에는 에에티온은 헤라클레스의 아들이라는 전승도 있다.
헥토르 또한 아킬레우스 손에 죽었는데 나중에 트로이아가 함락되고 나서 안드로마케는 네오프톨레모스의 노예로 끌려가서 그의 첩이 되었다. 아들 아스티아낙스는 그리스 군 네오프톨레모스 또는 오디세우스에 의해 살해되었는데, 트로이 성벽에서 던져졌다는 전설과 곤봉으로 맞아죽었다는 전승, 우물에 던져졌다는 전승이 있다. 다른 전설로는 아스티아낙스 역시 그리스로 끌려갔다고 한다. 그리스로 끌려간 안드로마케는 네오프톨레모스와의 사이에서 몰로소스, 피에로스, 페르가모스 라는 아들을 낳았다.
네오프톨레모스가 죽는 전승에서는 헥토르의 동생인 헬레노스와 결혼하여 아들 케스트리노스를 낳고 에페이로스의 왕비가 되었다. 다른 전승에 의하면 네오프톨레모스 생전에 헬레노스에게 주어졌다고 한다. 헤르미오네를 아내로 맞이하게 되자 네오프톨레모스는 그를 헬레노스에게 넘긴 것이다.
한편 아스티아낙스는 죽지 않고 그와 함께 그리스로 끌려왔다는 전승도 있다. 후에 장 라신은 아스티아낙스 생존설을 취하여 작품 앙드로마크를 썼다.
전설에 의하면 네오프톨레모스가 죽자 막내 아들 페르가모스를 따라 소아시아로 가서 여생을 마쳤다고 한다. 그녀는 페르가몬에서 죽었다.

## 고전 작품 속의 안드로마케
- 호메로스. 일리아스 제6권, 390–430행.
- 아폴로도로스. 비블리오테케(Bibliotheke) III, xii, 6.
- 아폴로도로스. 에피토메 V, 23; VI, 12.
- 에우리피데스. 안드로마케
- 베르길리우스. 아이네이스 제3권, 294–355행.

### 가족
안드로마케는 킬리키아 테베의 왕 에에티온 왕의 공주로 태어났다. 일리아스에 따르면 에에티온 왕은 트로이를 도와 아카이아 연합군과 싸웠고, 아킬레우스의 침공으로 일곱명의 아들과 함께 죽었다. 안드로마케의 어머니는 그 후 병으로 사망했다. 안드로마케는 트로이의 프리아모스 왕의 장남인 헥토르와 결혼한다.

## 이후 문학작품 속의 안드로마케
프랑스 고전주의 극작가 장 라신(1639–1699)의 앙드로마크는 바로 이 안드로마케를 주인공으로 한다.